# Fili (station MTsD)
Fili (Russisch: Фили) is een halte aan de spoorlijn Moskou-Smolensk en is in 1902 gebouwd als station voor de voorstad Fili. Gezien de reizigersaantallen is het ingedeeld in de derde klasse en wordt beheerd door de afdeling Moskou-Smolensk van de verkeersdirectie van Moskou. In 2016 werd begonnen met de ombouw tot halte van het stadsgewestelijk net van Moskou. Sinds 21 november 2019 wordt het station bediend door lijn D1. Via een loopbrug is het station aan de westkant verbonden met de Promisjlennj Projezd. Het gelijknamige metrostation ligt haaks op de spoorlijn bij de Novazavodskaja oelitsa en is bereikbaar via het stationsgebouw en een straatje tussen diverse kramen en winkeltjes aan de noordkant van de spoorlijn. Aan de zuidkant is een toegang aan de 1812 straat.

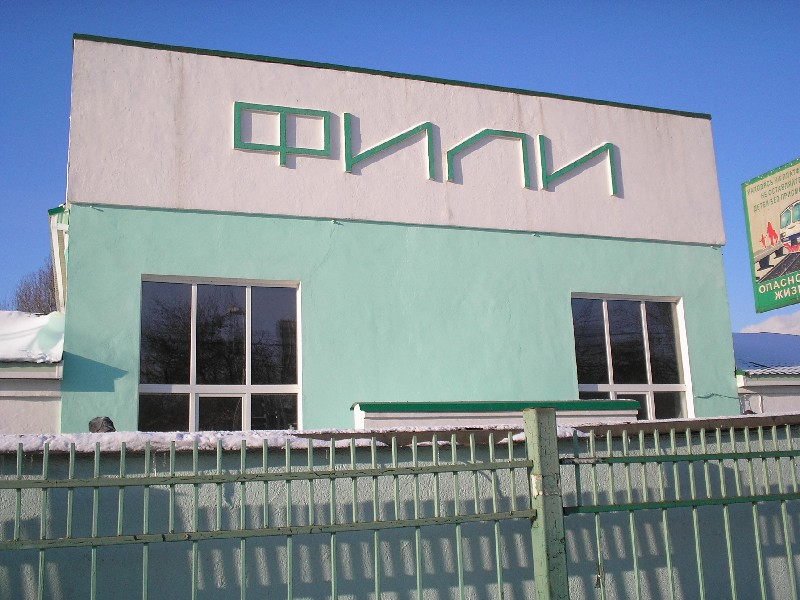
De gevel van het station
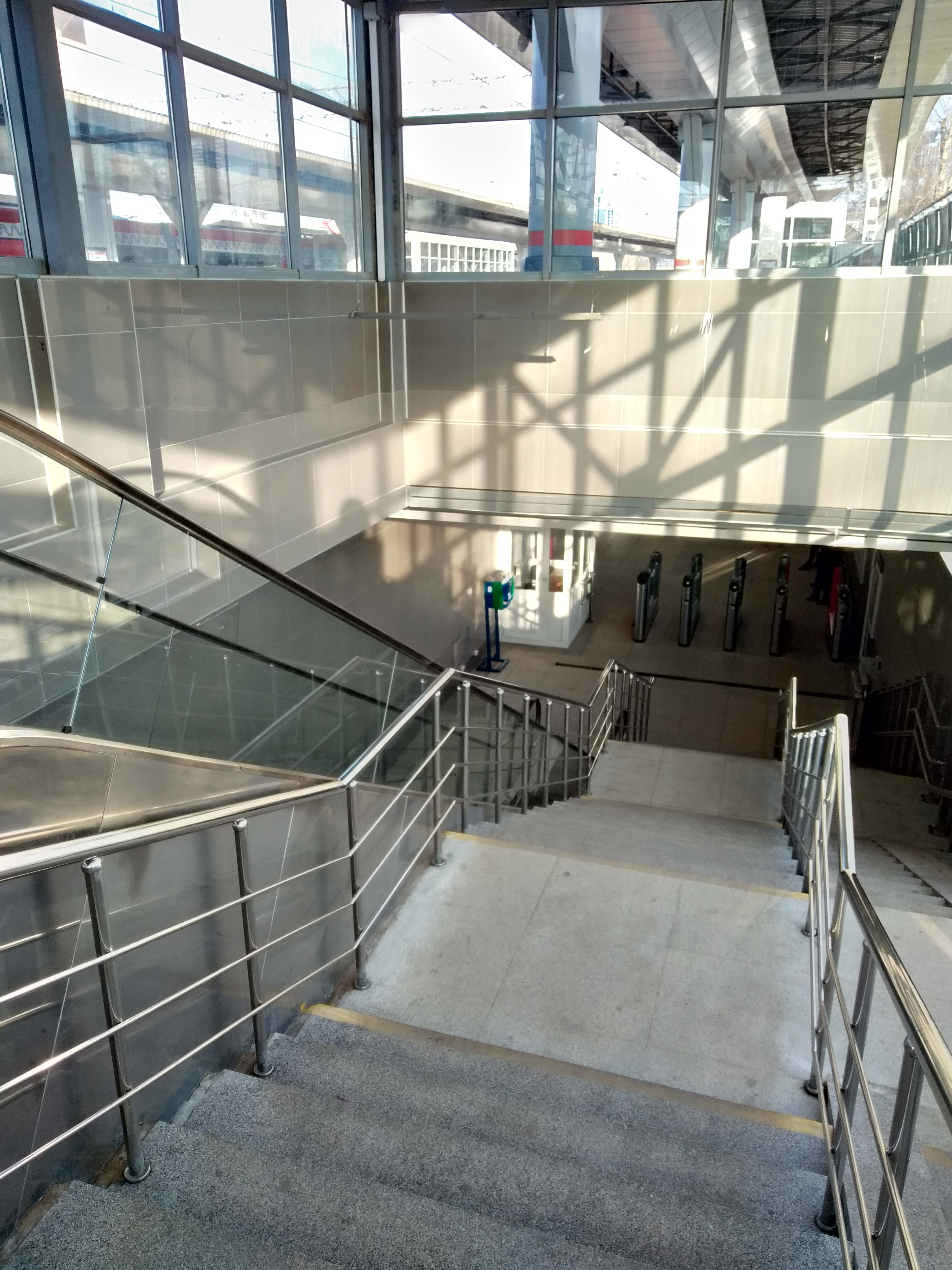
De trap tussen de tunnel en het perron tijdens de openig van lijn D1
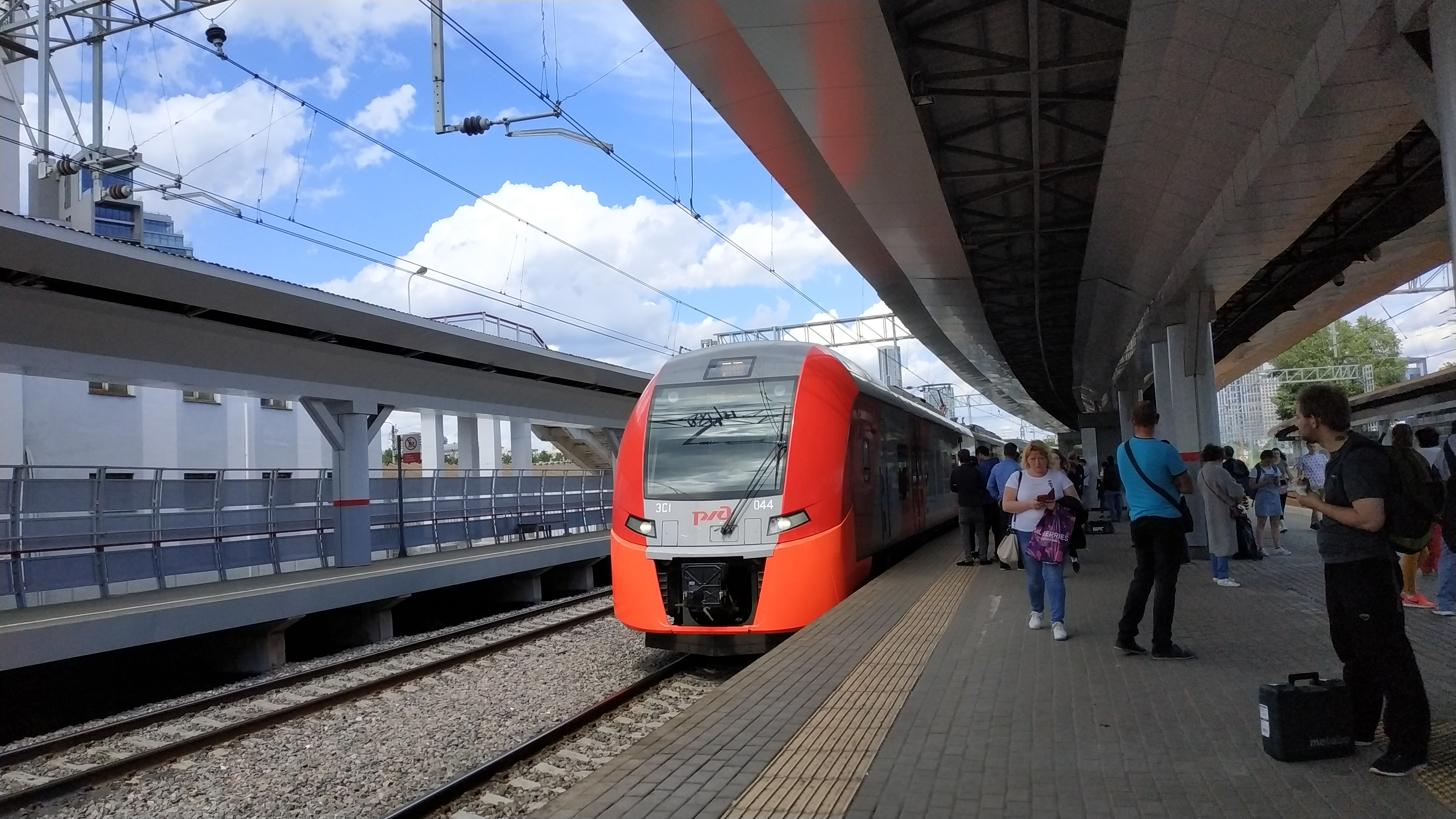
RZD treinstel ES1-044 langs het perron

Het station had twee zijperrons tot in 2013 de verbouwing begon in het kader van de capaciteitsvergroting van de lijn. Van 2014 tot 20 maart 2016 werd ten behoeve van de voorstadstreinen richting Moskou een nieuw perron gebouwd aan de zuidkant van het station. In de periode 28 juli – 30 oktober 2015 werd het perron aan de kant van het stationsgebouw gesloopt en in de periode 2016 – 2018 werden tussen de bestaande sporen en het stationsgebouw twee extra sporen gelegd die de nummers 3 en 4 kregen. Tussen spoor 1 en 4 werd een eilandperron gebouwd dat iets oostelijker ligt dan het oorspronkelijk zijperron langs spoor 1. Het treindienst werd tijdens de verbouwing gewoon uitgevoerd. Vanaf 3 april 2016 is ook gewerkt aan een nieuw perron langs het stationsgebouw. Op 28 april 2017 werd de voetgangerstunnel tussen de perrons geopend en werd de loopbrug naar het eilandperron verwijderd. Sindsdien zijn de perrons via (rol)trappen met de voetgangerstunnel verbonden. Het stationsgebouw uit 1902 is gerestaureerd en fungeert nu als wachtkamer. Naast het personenverkeer kent het station ook een spooraansluiting naar de westhaven en een aantal bedrijven langs het spoor vanaf de opstelsporen aan de westkant van het station.  
Ten oosten van het station kruist de spoorlijn de Moskva met twee dubbelsporige bruggen. De oorspronkelijke sporen, spoor 1 en 2, tussen Fili en Smolenskaja reizigers lopen over de zuidelijke spoorbrug, terwijl de noordelijke spoorbrug wordt gebruikt door de sporen 3 en 4 tussen Fili en Smolenskaja goederen. In westelijke richting lopen de vier sporen naar Koentsevskaja en verder.

## Reizigersverkeer
De reizigers kunnen vertrekken vanaf drie perrons, waarvan een eilandperron. Door de bouwgeschiedenis is de nummering van de sporen anders dan je zou verwachten
. Spoor 3 ligt langs het stationsgebouw, spoor 4 ligt aan de noordkant van het eilandperron, spoor 1 aan de zuidkant van het eilandperron en spoor 2 ligt langs het zuidelijke zijperron. De treinen richting Oesovo rijden over spoor 3, reizigers richting het centrum kunnen de treinen nemen die over spoor 4 en spoor 2 rijden. Richting Odintsovo en verder moet de trein op spoor 1 genomen worden. Gemiddeld passeren in iedere richting 100 treinen per dag het station, in westelijke richting zijn er rechtstreekse verbindingen naar Borodino, Zvenigorod en Oesovo. In oostelijke richting is Doebna, ten noorden van Moskou, de verste directe verbinding. Sinds 21 november 2019 wordt het station bediend door lijn D1 van het stadsgewestelijke net van Moskou.